# Sidsel
Sidsel er et gammelt pigenavn, som kommer af navnet Cecilie. 
Følgende navne er varianter af Sidsel, der også anvendes på dansk: Sisse, Sissel, Sedsel og Sessel.
Formen Sissi kan også være en kortform af Elisabeth, som eksempelvis Prinsesse Sissi.

## Kendte personer med navnet
- Sisse Fisker, dansk tv-vært.
- Sissel-Jo Gazan, dansk biolog og forfatter.
- Sissel Kyrkjebø, norsk sanger.
- Sidsel Lyster, dansk præst og debattør.
- Sisse Reingaard, dansk skuespiller.
- Sidsel Ben Semmane, dansk sanger.